# カイルア・コナ
カイルア・コナ（ハワイ語：Kailua-Kona）はアメリカ合衆国ハワイ州のハワイ島のコナにある町。海岸沿いにリゾートホテルが立ち並ぶハワイ島西部の商業・観光の中心。毎年10月には「アイアンマン・トライアスロン世界選手権大会」が開催される。 人口は約1万9713人（2020年）で、ハワイ島ではヒロに次いで2番目に大きな町である。
コナはハワイ語で風下の意味で、カイルアはカイ（Kai＝海）とエルア（Elua＝2つ）が合わさった2つの海という意味をもった言葉で、ハワイ諸島には他にオアフ島の風上のカイルアに対して、このハワイ島の風下にある町がカイルア・コナと呼ばれている。

## 歴史

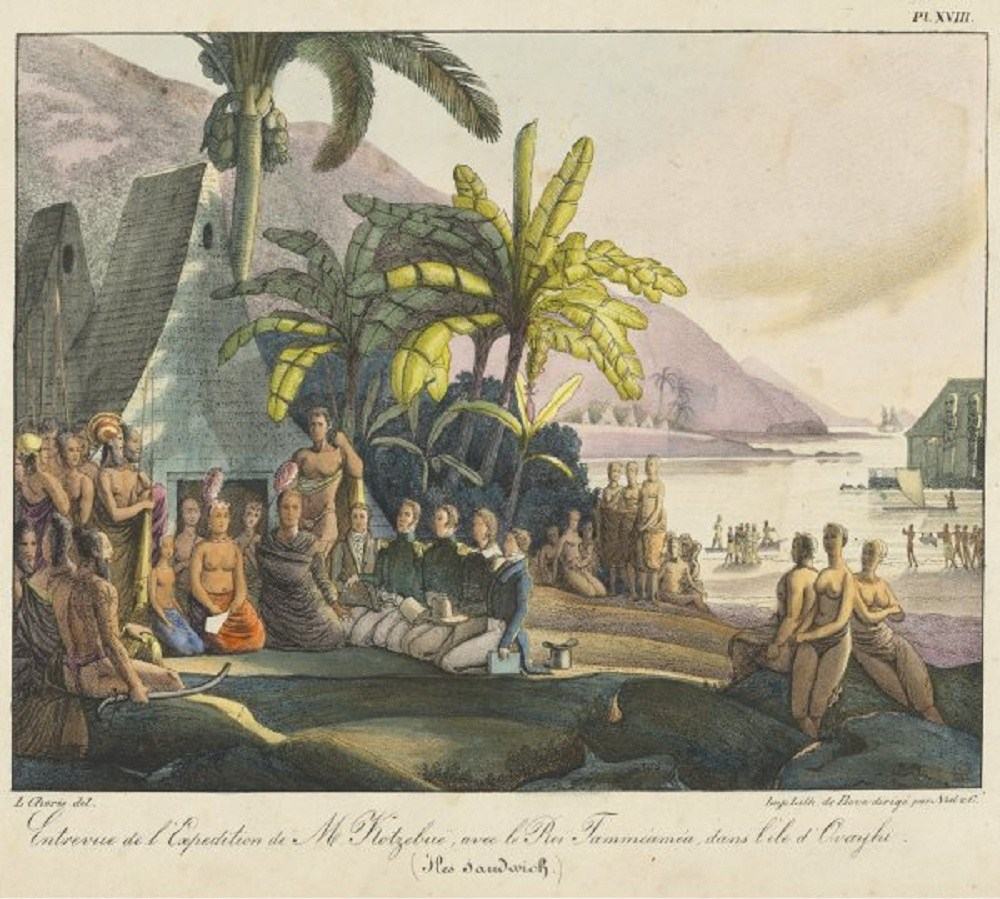
宮殿でオットー・フォン・コツェブーを迎えるカメハメハ王(1816年)

カメハメハ1世がコナの首長だった頃に首都として建設した。
1795年にハワイ王国を統一した際に首都が置かれたが、後にラハイナ、そしてホノルルに遷都された。
19世紀にはハワイ王国の王族たちの静養地として発展した。
カメハメハ大王が余生を過ごした場所としても知られる。
カロコホノコハウ国立歴史公園の養魚池が統一されたハワイ文化の中心だった。
1970年以降は観光産業に傾倒し、ハワイ島でもっとも栄える商業都市のひとつへと変貌を果たした。

## 地理

### 気候
ケッペンの気候区分では、ステップ気候に区分される。ハワイ島西海岸の風下地域に位置するため、年間を通して雨が少なく乾燥した気候である。
降水量は12月から1月にかけては若干多くなる傾向にある。
| カイルア・コナ (1981–2010)の気候 | カイルア・コナ (1981–2010)の気候 | カイルア・コナ (1981–2010)の気候 | カイルア・コナ (1981–2010)の気候 | カイルア・コナ (1981–2010)の気候 | カイルア・コナ (1981–2010)の気候 | カイルア・コナ (1981–2010)の気候 | カイルア・コナ (1981–2010)の気候 | カイルア・コナ (1981–2010)の気候 | カイルア・コナ (1981–2010)の気候 | カイルア・コナ (1981–2010)の気候 | カイルア・コナ (1981–2010)の気候 | カイルア・コナ (1981–2010)の気候 | カイルア・コナ (1981–2010)の気候 |
| 月                               | 1月                              | 2月                              | 3月                              | 4月                              | 5月                              | 6月                              | 7月                              | 8月                              | 9月                              | 10月                             | 11月                             | 12月                             | 年                               |
| -------------------------------- | -------------------------------- | -------------------------------- | -------------------------------- | -------------------------------- | -------------------------------- | -------------------------------- | -------------------------------- | -------------------------------- | -------------------------------- | -------------------------------- | -------------------------------- | -------------------------------- | -------------------------------- |
| 最高気温記録 °C （°F）           | 32 (90)                          | 32 (90)                          | 33 (91)                          | 32 (90)                          | 33 (92)                          | 33 (92)                          | 34 (93)                          | 35 (95)                          | 34 (94)                          | 34 (94)                          | 33 (92)                          | 32 (89)                          | 35 (95)                          |
| 平均最高気温 °C （°F）           | 27.6 (81.6)                      | 27.3 (81.2)                      | 27.9 (82.2)                      | 28.3 (83.0)                      | 28.6 (83.5)                      | 29.4 (85.0)                      | 30 (86.0)                        | 30.5 (86.9)                      | 30.4 (86.8)                      | 30 (86.0)                        | 29 (84.2)                        | 28.1 (82.5)                      | 28.9 (84.1)                      |
| 日平均気温 °C （°F）             | 23.8 (74.9)                      | 23.7 (74.6)                      | 24.5 (76.1)                      | 24.9 (76.8)                      | 25.3 (77.6)                      | 26.3 (79.3)                      | 26.7 (80.0)                      | 27.2 (81.0)                      | 27.1 (80.7)                      | 26.7 (80.0)                      | 25.6 (78.0)                      | 24.4 (75.9)                      | 25.52 (77.91)                    |
| 平均最低気温 °C （°F）           | 20.1 (68.2)                      | 20 (68.0)                        | 21.1 (70.0)                      | 21.4 (70.6)                      | 22 (71.6)                        | 23.1 (73.6)                      | 23.4 (74.1)                      | 23.9 (75.1)                      | 23.7 (74.6)                      | 23.4 (74.1)                      | 22.1 (71.8)                      | 20.8 (69.4)                      | 22.1 (71.8)                      |
| 最低気温記録 °C （°F）           | 13 (56)                          | 14 (58)                          | 14 (58)                          | 16 (60)                          | 18 (64)                          | 17 (62)                          | 18 (65)                          | 14 (58)                          | 14 (57)                          | 14 (57)                          | 17 (62)                          | 16 (60)                          | 13 (56)                          |
| 降水量 mm （inch）               | 61.2 (2.41)                      | 38.1 (1.50)                      | 45.2 (1.78)                      | 34.5 (1.36)                      | 50.8 (2.00)                      | 24.6 (0.97)                      | 17.8 (0.70)                      | 35.3 (1.39)                      | 21.3 (0.84)                      | 34 (1.34)                        | 32.5 (1.28)                      | 71.6 (2.82)                      | 466.9 (18.39)                    |
| 出典：WRCC/NCDC                  |                                  |                                  |                                  |                                  |                                  |                                  |                                  |                                  |                                  |                                  |                                  |                                  |                                  |

## 交通
ダウンタウンの北にコナ国際空港があり、ホノルルから空路約1時間を要する。港は小規模なカイルア・コナ港があり、沿岸観光用のホノコハウ港などもある。
道路はハワイ州道19号線（クイーン・カアフマヌ道路）でワイコロアなどのハワイ島西海岸リゾート地やカワイハエやワイメアを通り北周りで東海岸のヒロまで、州道190号線は山側をワイメアまで（途中州道200号線へ入りヒロまで）、州道11号線は南回りでハワイ火山国立公園などを通りヒロまで。

## 教育
ケアラケヘ高校がある。ハワイ・コミューニティーカレッジ・パラマヌイ校も2015年に開校している。

## 観光

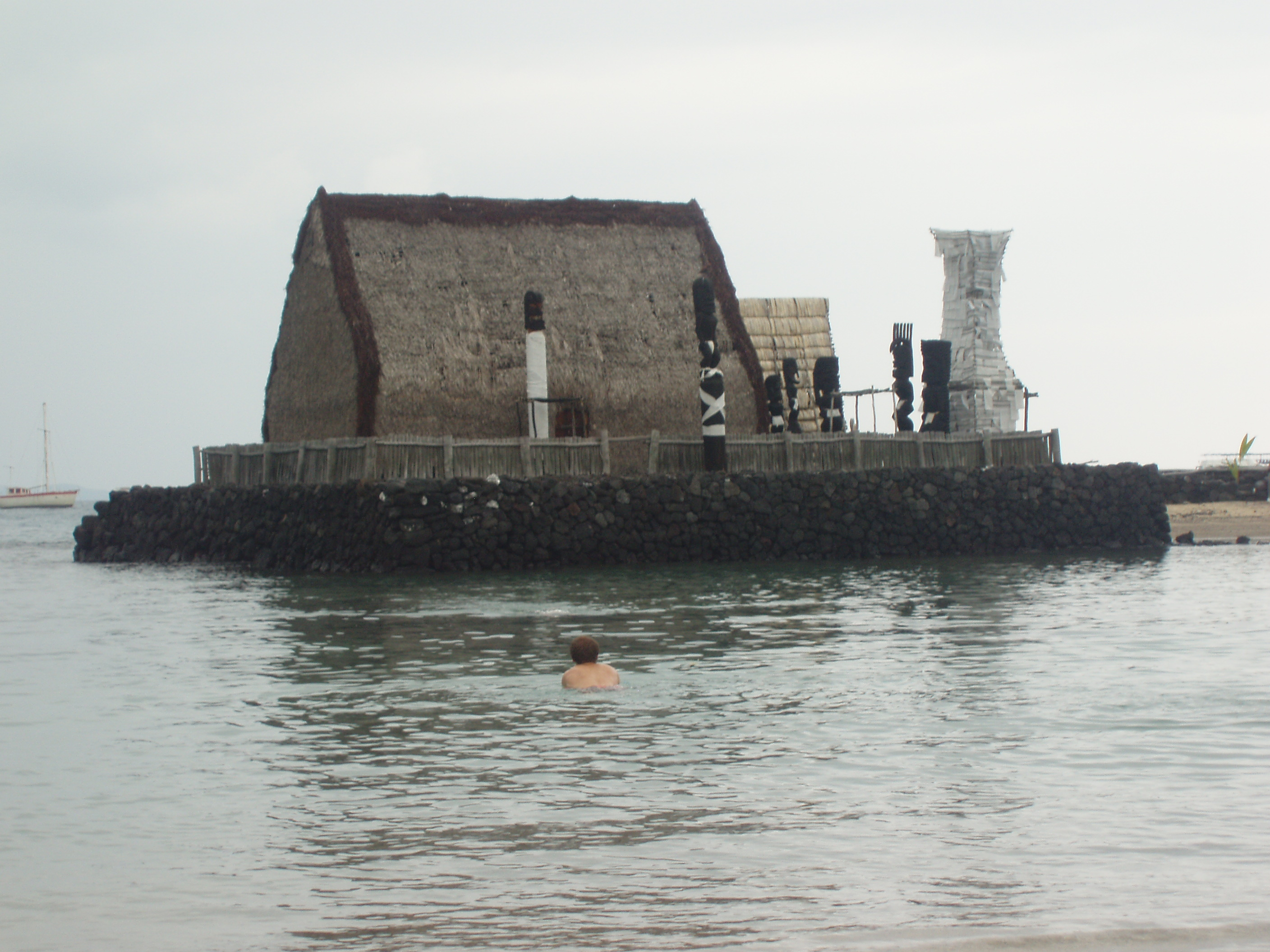
アフエナ・ヘイアウ

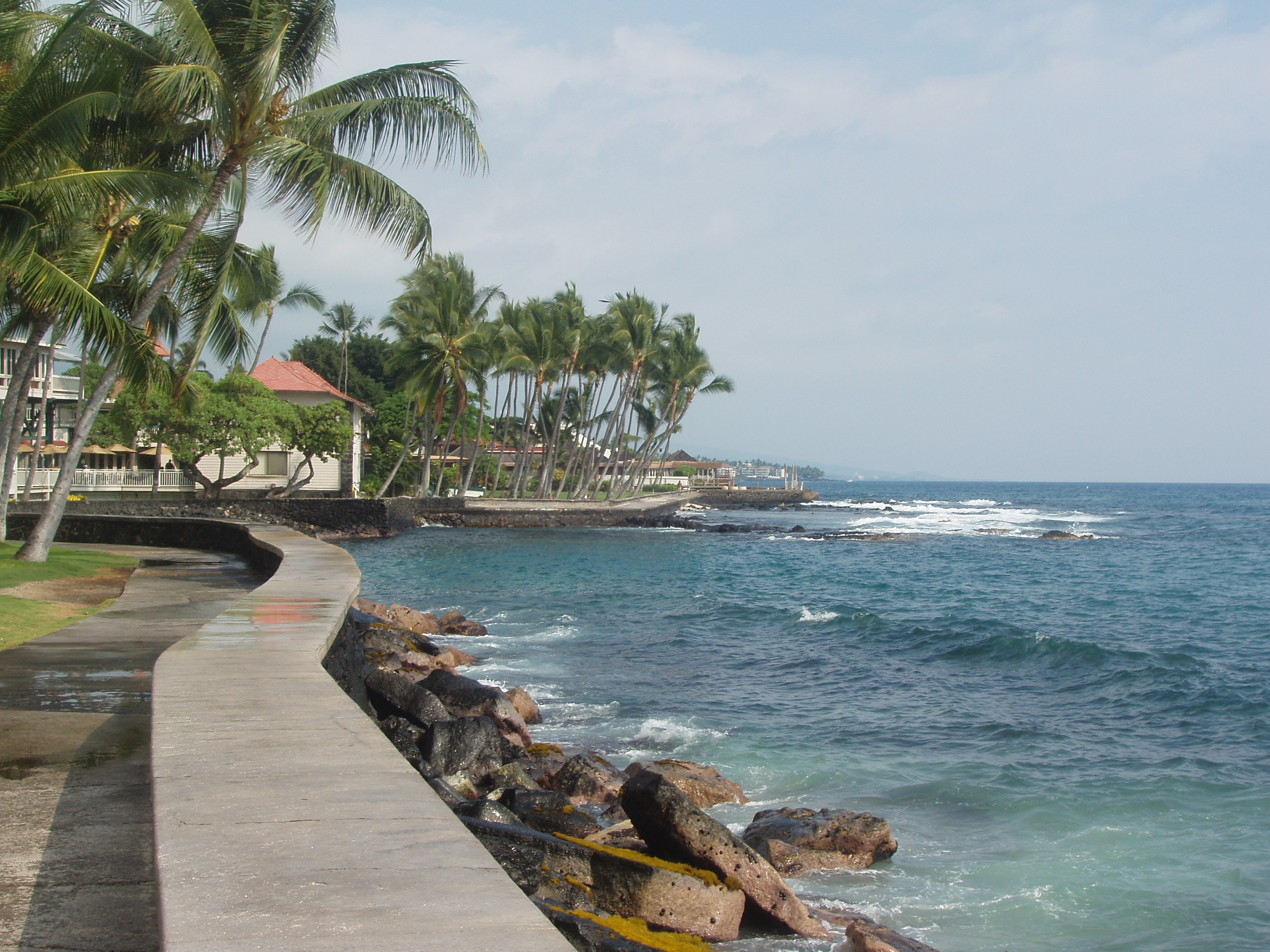
フリヘエ宮殿

### アリイ通り
アリイ通り（Ali'i Drive）はカイルア湾に面したもっとも繁華な目抜き通りである。この通りの北端のコナ港近辺は「アイアンマン世界選手権大会」の出発点・最終点になっている。

### アフエナ・ヘイアウ
キングカメハメハ・コナビーチ・ホテルの海側にあるヘイアウ（アフエナ・ヘイアウ）は、王族専用のヘイアウとして利用されており、カメハメハ1世は余生を過ごしたカイルア湾北のカマカホヌの屋敷内にあるこのアフエナ・ヘイアウへ参拝した。

### フリヘエ宮殿
フリヘエ宮殿は1838年にクアキニによって熔岩を原材料にして建設され、ハワイ王族の別荘として利用され、1885年にカラカウアによって欧米様式への建て替えが行われた。現在はハワイ王国時代の調度品や工芸品を常設展示する博物館となっている。

### コナコーヒー・ベルト
コナコーヒーはカイルア・コナの特産品であり、背後のフアラライ山の中腹にあるコナコーヒー・ベルトにあるコーヒー農園、農園直売店を訪問することができる。
北郊外のカラオア方面には、カロコ・ホノコハウ国立歴史公園、ホノコハウ港、ハワイ州立自然エネルギー研究所、コナ国際空港、ハワイ・コミュニティーカレッジ・パラマヌイ校がある。

## 参照項目
- カイルア (オアフ島)